# Weierstraßscher Doppelreihensatz
Der weierstraßsche Doppelreihensatz ist ein Resultat aus der Funktionentheorie des Mathematikers Karl Weierstraß. Er beschäftigt sich mit der Frage, wann die Summe unendlich vieler Potenzreihen konvergiert und wenn, welchen Wert sie annimmt.

## Formulierung
Es sei 
{\displaystyle f_{k}(z)=\sum _{n=0}^{\infty }a_{kn}(z-z_{0})^{n},\ \ k\in \mathbb {N} _{0},\ \ a_{n},z_{0}\in \mathbb {C} }
eine Folge von Potenzreihen, die in der Kreisscheibe {\displaystyle B_{r}(z_{0})} konvergent für {\displaystyle r>0} ist. Ist außerdem die Reihe 
{\displaystyle \sum _{k=0}^{\infty }f_{k}(z)}
kompakt konvergent. Dann ist die Grenzfunktion 
{\displaystyle f(z):=\sum _{k=0}^{\infty }f_{k}(z)}
analytisch in {\displaystyle B_{r}(z_{0})} und es gilt
{\displaystyle f(z)=\sum _{k=0}^{\infty }A_{k}(z-z_{0})^{k}}
mit {\displaystyle \textstyle A_{k}=\sum _{n=0}^{\infty }a_{kn}}.